# Lycorideae
Lycorideae es una tribu perteneciente a la familia Amaryllidaceae. Constituye el linaje de Asia central y oriental de la familia. Los dos géneros que la componen (Lycoris y Ungernia) están estrechamente relacionados filogenéticamente con la tribu Pancratieae.